# La Chapelle-Cécelin
La Chapelle-Cécelin é uma comuna francesa na região administrativa da Normandia, no departamento Mancha. Estende-se por uma área de 5,24 km². Em 2010 a comuna tinha 250 habitantes (densidade: 47,7 hab./km²).